# جان الیوت (بازیگر)
جان الیوت (انگلیسی: John Elliott؛ ‏ ۵ ژوئیهٔ ۱۸۷۶ – ۱۲ دسامبر ۱۹۵۶) بازیگر اهل ایالات متحده آمریکا بود.
از فیلم‌ها یا برنامه‌های تلویزیونی که وی در آن نقش داشته‌است، می‌توان به هدف، کنتاکی، تماس با دکتر دث، برای اثبات بی‌گناهی، چشمان مرد مرده، و فرار از زندان اشاره کرد.